# Меркат-кросс

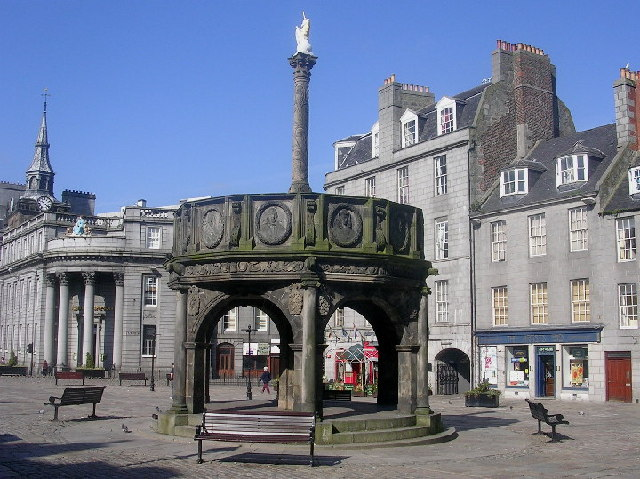
Меркат-кросс в Абердине

Меркат-кросс (скотс mercat cross) — старинный символ процветающего торгового города в Шотландии. Обычно устанавливался на рыночной площади как знак того, что сеньором или епископом городу дано разрешение на проведение регулярного рынка или ярмарки. Предполагается, что меркат-кроссы изначально представляли собой деревянные колонны, некоторые на каменных основаниях. В последующие века они превратились в высокие каменные столбы, иногда увенчанные крестом, шаром, фигурой единорога или королевского льва, епископским гербом. Некоторые из меркат-кроссов выполняют также роль гномона солнечных часов.
Самое раннее документальное упоминание о меркат-кроссах восходит к XII веку. В настоящее время в Шотландии известно более 120 аутентичных древних меркат-кроссов плюс несколько более поздних имитаций.